# Ezüstcsőrű tangara
Az ezüstcsőrű tangara (Ramphocelus carbo) a madarak osztályának verébalakúak (Passeriformes) rendjébe és a tangarafélék (Thraupidae) családjába tartozó faj.

## Rendszerezése
A fajt Peter Simon Pallas német zoológus és botanikus írta le 1764-ban, a Lanius nembe Lanius carbo néven.

## Alfajai
- Ramphocelus carbo atrosericeus Orbigny & Lafresnaye, 1837
- Ramphocelus carbo capitalis Allen, 1892
- Ramphocelus carbo carbo (Pallas, 1764)
- Ramphocelus carbo centralis Hellmayr, 1920
- Ramphocelus carbo connectens Berlepsch & Stolzmann, 1896
- Ramphocelus carbo magnirostris Lafresnaye, 1853
- Ramphocelus carbo unicolor P. L. Sclater, 1856
- Ramphocelus carbo venezuelensis Lafresnaye, 1853[2]

## Előfordulása
Bolívia, Brazília, Kolumbia, Ecuador, Francia Guyana, Paraguay, Peru, Suriname és Venezuela, valamint Trinidad és Tobago területén honos. Természetes élőhelyei a szubtrópusi és trópusi síkvidéki erdők és cserjések, valamint ültetvények, szántóföldek és másodlagos erdők. Állandó, nem vonuló faj.

## Megjelenése
Testhossza 17 centiméter. A hím tollazata bíbor-fekete, míg a tojó unalmasabb, barnás-vörös.
|  |  |

## Életmódja
Tápláléka gyümölcsökből és rovarokból áll. Gyakran látható 10 fős csoportokban.

## Szaporodása
A csésze alakú fészket általában bokorra építi. Fészekalja 2 kékes-zöld tojás. A fiókák 11–12 nap után kelnek ki. A fiókák tollazata a kikelés után 11–12 nappal alakul ki teljesen.

## Természetvédelmi helyzete
Az elterjedési területe nagyon nagy, egyedszáma pedig stabil. A Természetvédelmi Világszövetség Vörös listáján nem fenyegetett fajként szerepel.